# Prix des Mains d'Or
Le Prix des Mains d'Or est un prix pluridisciplinaire français récompensant des personnes ou des associations ayant accompli un travail remarquable pour protéger ou promouvoir la communauté sourde. Il est décerné depuis 1999 par l'Académie de la langue des signes française (ALSF),.

## Historique
Le trophée est créé par Jean-Pierre Malaussena.

## Les jurys des Mains d'Or

### 2004
- Josette Bouchauveau, présidente de l’Académie de la langue des signes française (ALSF)
- Éric Lawrin, guide à La Villette
- Laure Boussard, interprète professionnelle et présidente de l’Association française des interprètes en langue des signes (AFILS)
- Sandra Recollon, une jeune fille sourde qui milite pour la cause sourde

## Liste des lauréats du Prix des Mains d'Or

### 1999
- Meilleur Producteur vidéo:
- Meilleur animateur : Bruno Moncelle
- Meilleure animatrice : Marie-Thérèse L'Huillier
- Meilleur court-métrage :
- Meilleur documentaire:
- Meilleur(e) réalisateur(rice) Sourd(e) : Jacques Sangla
- Meilleur(e) réalisateur(rice) entendant(e) :
- Meilleur photographe :
- Meilleur comédien : Levent Beskardes[3]
- Meilleure comédienne : Chantal Liennel
- Meilleur Humoriste : Guy Bouchauveau
- Meilleur comédien espoir : Laurent Valo[4]
- Meilleure comédienne espoir : Claire Garguier[4]
- Meilleur(e) metteur en scène Sourd : Levent Beskardes pour la pièce Hanna.
- Meilleur(e) metteur en scène entendant : Didier Flory
- Meilleure pièce de théâtre :
- Meilleur historien : Bernard Truffaut
- Meilleur promoteur : Bruno Moncelle
- Meilleure promotrice : Delphine Cantin
- Meilleur conférencier : Guy Bouchauveau
- Meilleure conférencière :
- Meilleur webmaster :
- Meilleure édition :
- Meilleur livre :
- Prix Spécial du jury pour livre :
- Prix Spécial du jury pour site :

### 2004
- Meilleur producteur vidéo : Steadifilms pour S'il te plaît, dis-moi
- Meilleur animateur : Daniel Abbou
- Meilleure animatrice : Isabelle Voizeux
- Meilleur court-métrage : 7 Péchés capitaux de Levent Beskardes
- Meilleur documentaire: La Parole des Sourds de Karim Miské et Daniel Abbou
- Meilleur(e) réalisateur(rice) Sourd(e): Sandrine Herman
- Meilleur(e) réalisateur(rice) entendant(e) : Pierre-Louis Levacher
- Meilleur Photographe: Mitko Androv
- Meilleur comédien : Simon Attia
- Meilleure comédienne : Chantal Liennel
- Meilleur comédien espoir : Bachir Saifi
- Meilleure comédienne espoir : Isabelle Voizeux
- Meilleur(e) metteur en scène sourd : Joël Chalude
- Meilleur(e) metteur en scène entendant : Thierry Roisin
- Meilleure pièce de théâtre : Hanna de Levent Beskardes
- Meilleur promoteur : Christian Deck
- Meilleure promotrice : Nicole Clet
- Meilleur conférencier : Guy Bouchauveau
- Meilleure Conférencière : Ode Punsola
- Meilleur webmaster : Jérôme Doubard
- Meilleure édition : Les Éditions Monica Companys[5]
- Meilleur livre : Un siècle de vélo au pays des Sourds de Patrice Gicquel[6]
- Prix Spécial du jury pour livre: Léo, l'enfant Sourd de Yves Lapalu et Christine Daclin-Lapalu
- Prix Spécial du jury pour site : Philippe Le Goff

### Sources
- Académie de la langue des signes français pour les prix 2004